# Vassili Golovnine
Vassili Mikhaïlovitch Golovnine (en russe : Василий Михайлович Головнин) est un navigateur, explorateur, géographe et vice-amiral russe, né le 19 avril 1776 à Goulinki (ru), village familial situé dans l'actuel oblast de Riazan, et mort du choléra le 11 juillet 1831 à Saint-Pétersbourg. Il est membre-correspondant de l'Académie des sciences de Russie à Saint-Pétersbourg (1818).

## Enfance
Vassili Golovnine est issu d'une famille d'ancienne noblesse appauvrie, apanagée à Riazan, de lointaine origine serbe et novgorodienne.
Fils du capitaine Michel Vassilievitch, assesseur de collège, et d'Alexandra Ivanonvna Verderevsky, tous deux inscrits dans la noblesse de Riazan, il intègre à l'âge de six ans, par tradition familiale, le régiment Préobrajensky. Mais, à la suite du décès prématuré de ses deux parents (1785), il démissionne et se présente à l'École navale, dont il sort diplômé en 1792.

## Carrière maritime
Après de brillants états de service durant la guerre russo-suédoise, Golovnine sert tout d'abord dans la flotte britannique de 1801 à 1805. À son retour en Russie, il établit un code des signaux de la marine, utilisé jusqu'en 1832.
Il organise ensuite deux voyages autour du monde à bord des navires Diana (1807–1809) et Kamtchatka (1817–1819). En 1811, Golovnine décrit et cartographie les îles Kouriles, du détroit de Hope jusqu'à la rive orientale de l'île Itouroup (Etorofu en japonais).
Alors qu'il explore l'île Kounachir (Kunashiri en japonais), Golovnine est fait prisonnier par les Japonais. Il raconte ses deux années de captivité, la vie au Japon et ses voyages autour du monde dans son journal, lequel, une fois publié, a un énorme retentissement en Europe et aux États-Unis (où il fait l'objet de nombreuses traductions et réimpressions). Il s'agit d'une des premières et très rares descriptions fiables d'un pays alors totalement fermé aux étrangers (vid. inf. Œuvres).

## Carrière administrative
En 1821, Golovnine est nommé directeur adjoint du collège naval, et plus tard, en 1823, intendant général de la flotte.
Doté d'une très solide instruction, trilingue en anglais, français et suédois, il organise avec succès les activités de la construction navale, les services de l'habillement et de l'artillerie. Sous sa supervision, plus de 200 navires sont construits, y compris le premier bateau à vapeur russe.
Golovnine forme plusieurs navigateurs célèbres, tels l'amiral Pyotr Ricord, l'amiral-comte Fiodor Petrovitch von Litke, l'amiral-baron Ferdinand von Wrangel (1796-1870) et l'amiral Fiodor Matiouchkine.
Il rédige en 1824 un rapport sur l'État de la marine russe, pamphlet dans lequel il dénonce les carences et les vices de l'administration et du gouvernement russe. Même si ses critiques ne ménagent pas l'Empereur, celui-ci ne lui en tient pas rigueur, bien au contraire. En effet, l'esprit indépendant et industrieux du baroudeur s'accommode mal de l'inertie de la machine russe et de l'injustice sur laquelle repose la société. Dans ses mémoires, Dimitri Irinarkhovitch Zavalichine (1804-1892), jeune lieutenant de vaisseau et sympathisant décembriste dont il fut le professeur à l'École de Marine, indique qu'il fit partie du complot (1825). Cet événement, pourtant jamais corroboré, n'a visiblement aucune incidence sur la carrière de Golovnine, qui est même élevé au rang de vice-amiral par Nicolas Ier en 1830.
Vassili Golovnine meurt du choléra en 1831. Sa tombe se trouve au Mitrofanievskoïe, à Saint-Pétersbourg.

## Renommée
Les deux circumnavigations de Golovnine, sa vie même, consacrée à l'étude scientifique plutôt qu'aux plaisirs mondains, sa modestie et son humanisme, servirent longtemps d'exemple aux marins russes de l'Empire puis de l'Union soviétique.
Son nom a été donné à un détroit entre les îles Kouriles, une montagne dans le Kamtchatka, une caldéra de l'île Kounachir et un cap de la Nouvelle-Zemble et d'autres lieux. 
Un brise-glace russe porte aussi le nom de Vasili Golovnine.

## Distinctions
- Médaille militaire d'or (1790)
- Chevalier de l'Ordre impérial et militaire de Saint-Georges le 26 novembre 1807[24]
- Chevalier de l'Ordre de Saint-Vladimir
- Chevalier de l'Ordre de Sainte-Anne

## Famille
Il épouse en 1819 Eudoxie Stépanovna Loutkovskaia (1795-1880), sœur de l'amiral Pierre S. Loutkovsky (1800-1882) et du contre-amiral Théopempt S. Loutkovsky (1803-1852). 
Ils ont un fils, le futur ministre réformateur Alexandre Golovnine, et quatre filles : Polyxène, les jumelles Olga (1827-1869) et Marie (1827-1905), et Alexandra.
D'autre part, V. M. Golovnine est un lointain cousin du poète et révolutionnaire petrachévien Nikolaï Spechnev (ru) (1821-1883).

## Œuvres
- Des signaux maritimes militaires visibles de jour comme de nuit, selon un nouveau système, actuellement en usage en Angleterre (1807)
- Voyage du sloop Diana de Kronstadt au Kamtchtaka, effectué en 1807, 1808 et 1809, sous le commandement du lieutenant de vaisseau Golownine. (Путешествие шлюпа "Диана" из Кронштадта в Камчатку, совершенное в 1807, 1808 и 1809 годах)
- Deux hivers au Kamtchatka et navigation vers et depuis les côtes américaines (1810)
- Mémoires sur ma captivité au Japon au cours des années 1811, 1812 et 1813, avec des observations sur le pays et le peuple japonais. Saint Pétersbourg.
- État de la marine russe en 1824 (Записка о состоянии Российского флота в 1824 году) (publié en 1861)